# Smulporing
Smulporing (Skeletocutis friata) är en svampart som beskrevs av Niemelä & Saaren. 2001. Skeletocutis friata ingår i släktet Skeletocutis och familjen Polyporaceae.  Artens status i Sverige är: Ej påträffad. Inga underarter finns listade i Catalogue of Life.